# 4120 Denoyelle
4120 Denoyelle (1985 RS4) là một tiểu hành tinh vành đai chính được phát hiện ngày 14 tháng 9 năm 1985 bởi Henri Debehogne ở La Silla.